# (2887) Кринов
(2887) Кринов (лат. Krinov) — типичный астероид главного пояса, открыт 22 августа 1977 года советским астрономом Николаем Черных в Крымской астрофизической обсерватории и 18 сентября 1986 года назван в честь советского геодезиста, метеоритчика, астронома и геолога Евгения Кринова.

## Обнаружение и именование
(2887) Кринов
Открыт 22 августа 1977 года в Научном Н. С. Черных.
Назван в память о знаменитом советском метеоритчике Евгении Леонидовиче Кринове (1906—1984), лауреате медали Леонарда Американского метеоритного общества.
Оригинальный текст (англ.)2887 Krinov
Discovered 1977-08-22 by Chernykh, N. at Nauchnyj.
Named in memory of Evgenij Leonidovich Krinov (1906—1984), celebrated Soviet meteoriticist, recipient of the Leonard medal of the American Meteoritical Society.
Источники: DISCOVERY.DB; M.P.C. 11157.

## Орбита

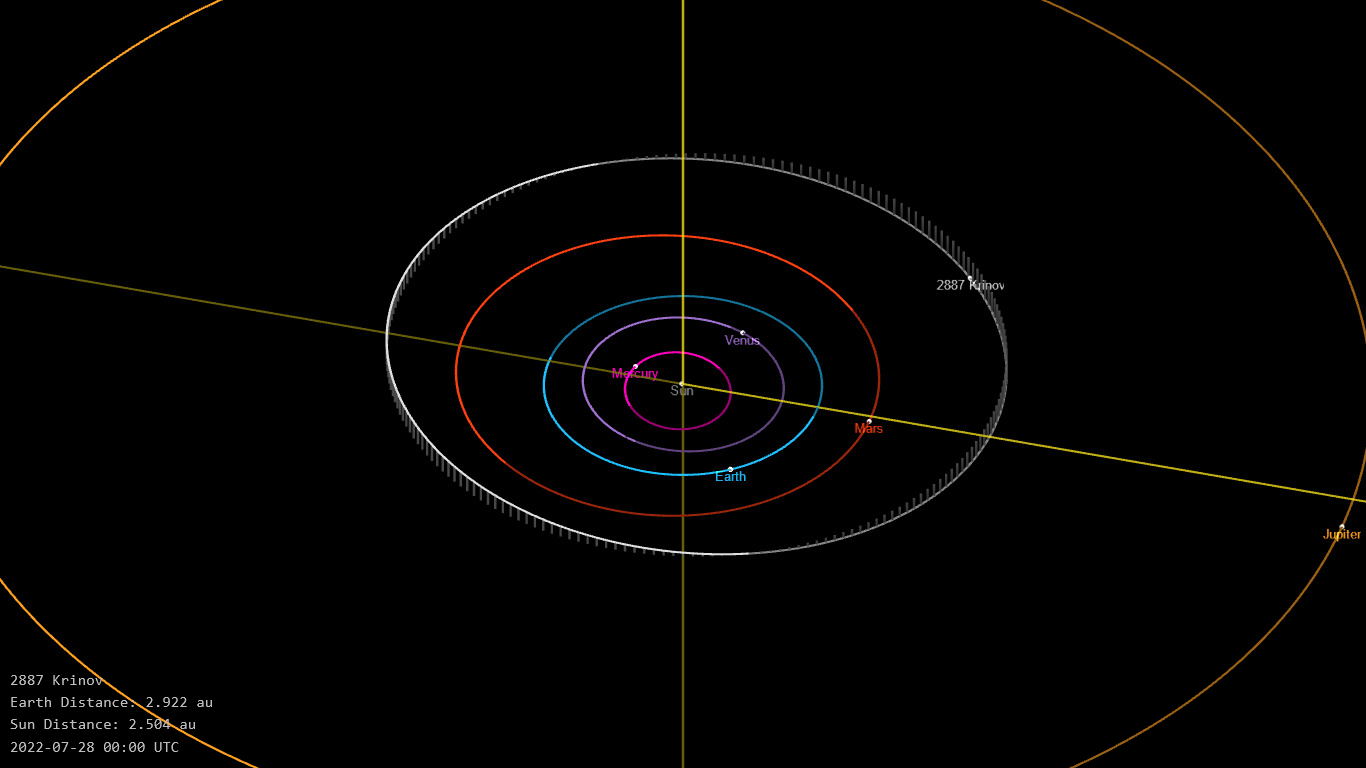
Орбита астероида Кринов и его положение в Солнечной системе

## Физические характеристики
По результатам наблюдений системы телескопов панорамного обзора и быстрого реагирования Pan-STARRS следует, что астероид относится к таксономическому классу S
По результатам наблюдений в видимом и ближнем инфракрасном диапазоне космического телескопа NEOWISE диаметр астероида сначала оценивался равным 6,361±0,056 км, позже — 6,05±1,13 км и 6,163±0,129 км. Согласно тем же источникам альбедо оценивается как 0,2768±0,0404, 0,38±0,25 и 0,293±0,038.